# 甚目寺南インターチェンジ
甚目寺南インターチェンジ（じもくじみなみインターチェンジ）は、愛知県あま市にある名古屋第二環状自動車道のインターチェンジである。

## 概要
名古屋IC・名古屋南JCT方面への入口と同方面からの出口のみを持つハーフインターチェンジである。このICから名古屋西JCT方面へ行くことはできず、同方面からの本線流出もできないことから、流出入にあたっては隣りの大治北ICを利用する。

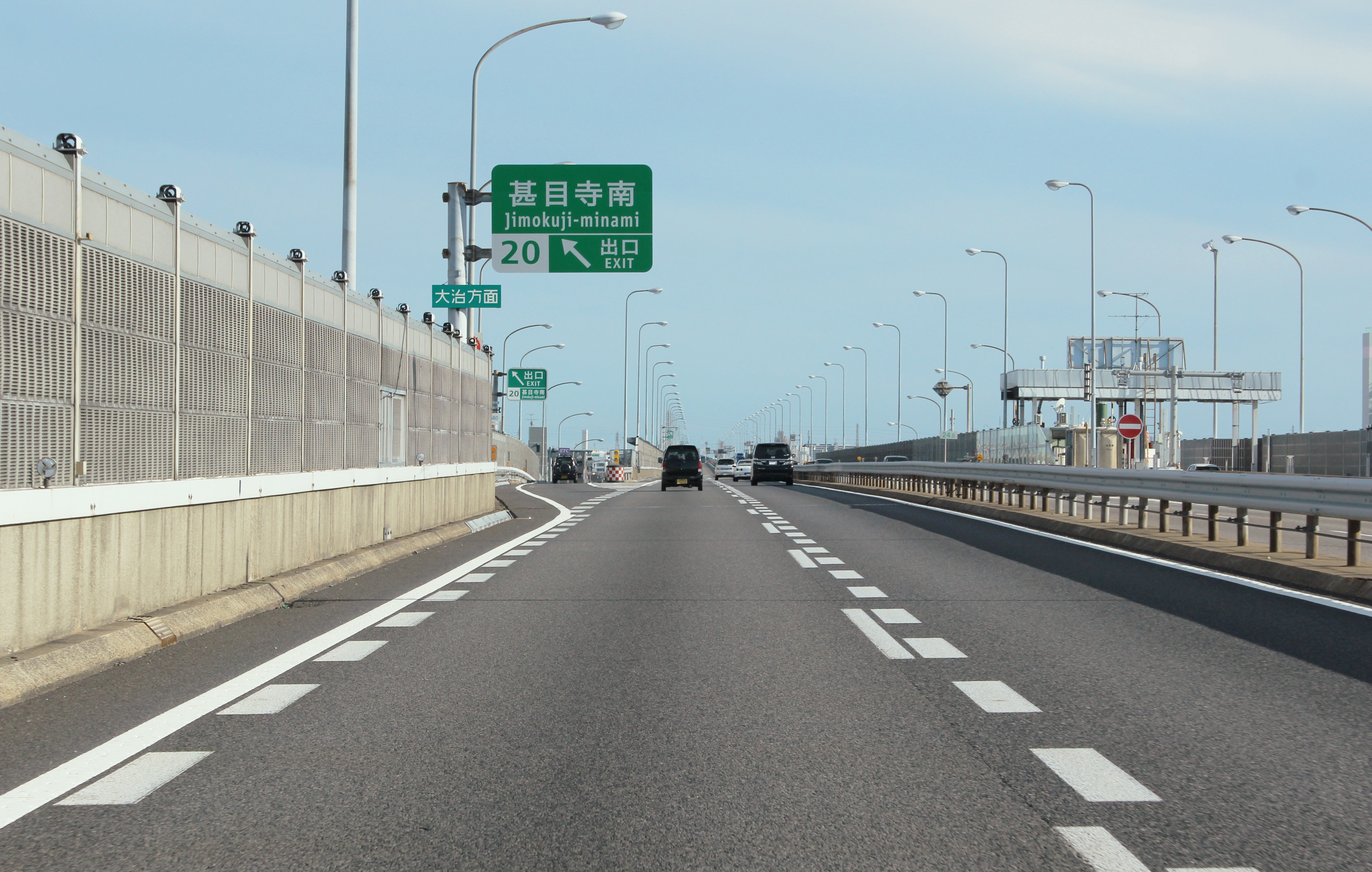
内回り流出部（右は外回り流入部）
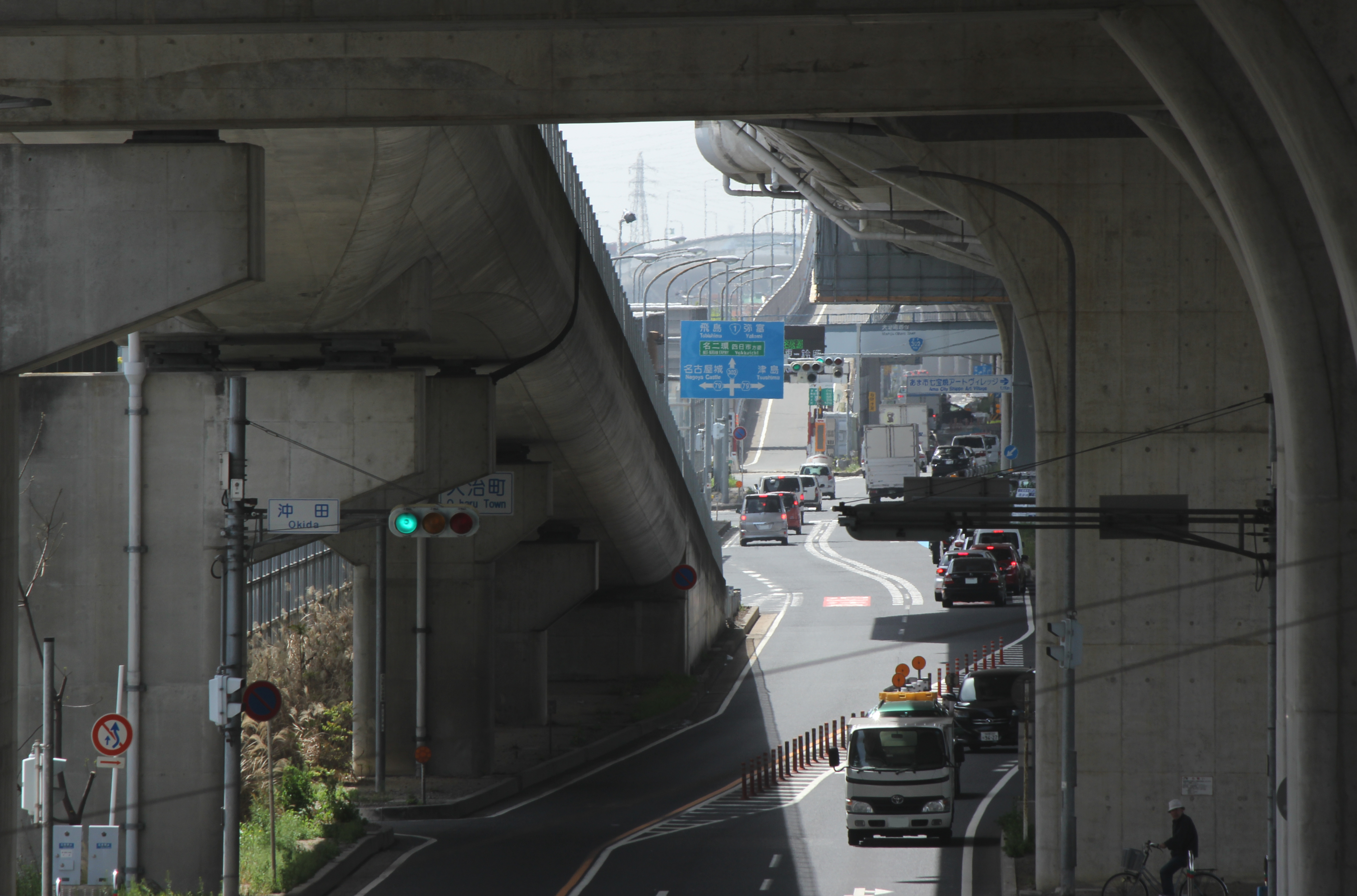
甚目寺南IC（名古屋西JCT方面出口、手前）と大治北IC（同方面入口、奥）の位置関係

## 歴史
- 1988年（昭和63年）3月23日 : 東名阪自動車道名古屋西IC - 清洲東IC間開通と同時に当ICを開設[4]
- 2011年（平成23年）3月20日 : 所属路線名称を名古屋第二環状自動車道（名二環）に変更[5]

## 周辺
- 七宝焼アートヴィレッジ
- 名古屋市上下水道局 大治浄水場
- 名古屋市環境局 五条川工場

## 接続する道路
- 直接接続
  - 国道302号（名古屋環状2号線）[6]
- 間接接続
  - 愛知県道79号あま愛西線[6]

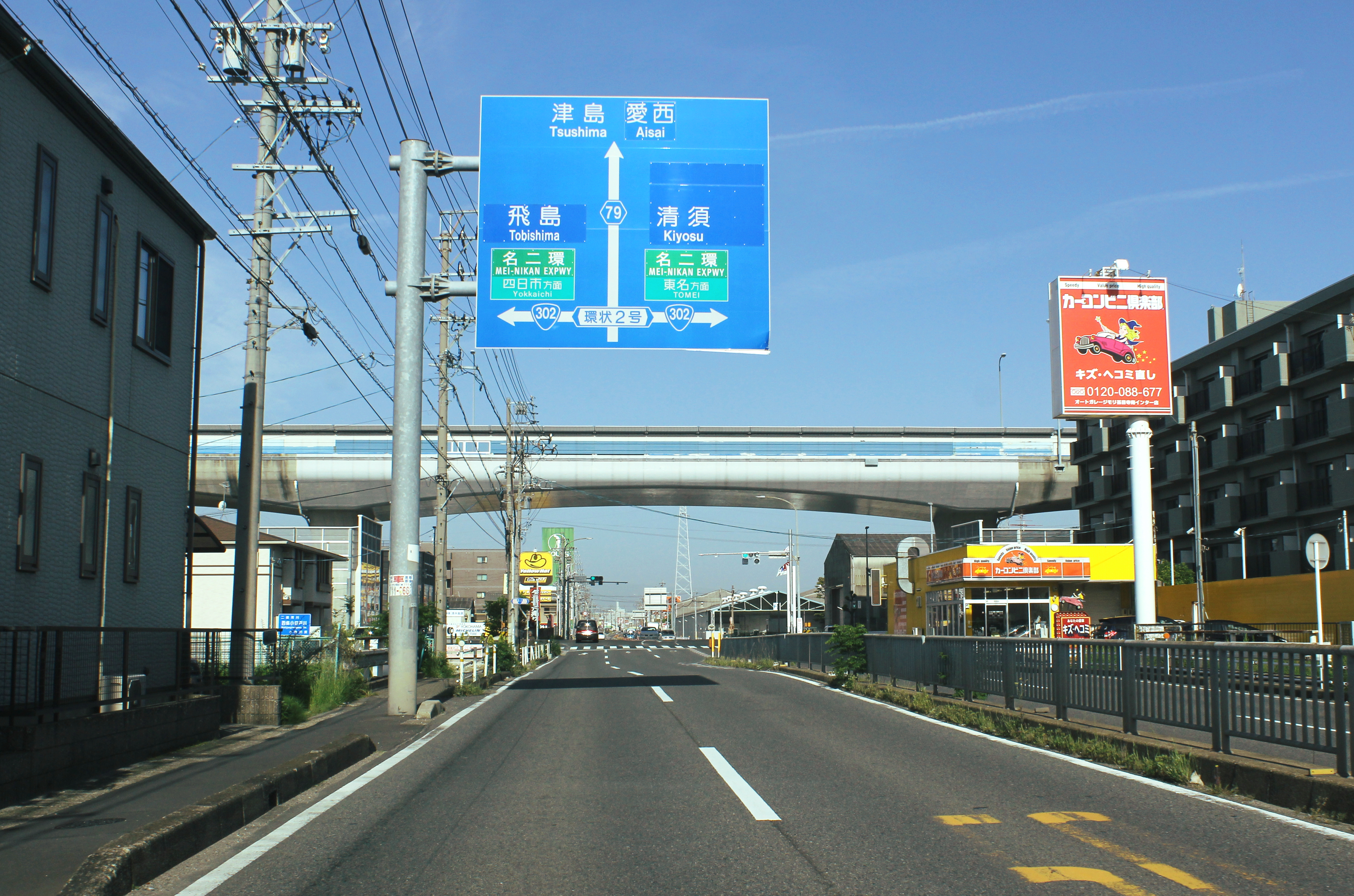
愛知県道79号と間接接続する。

## 料金所

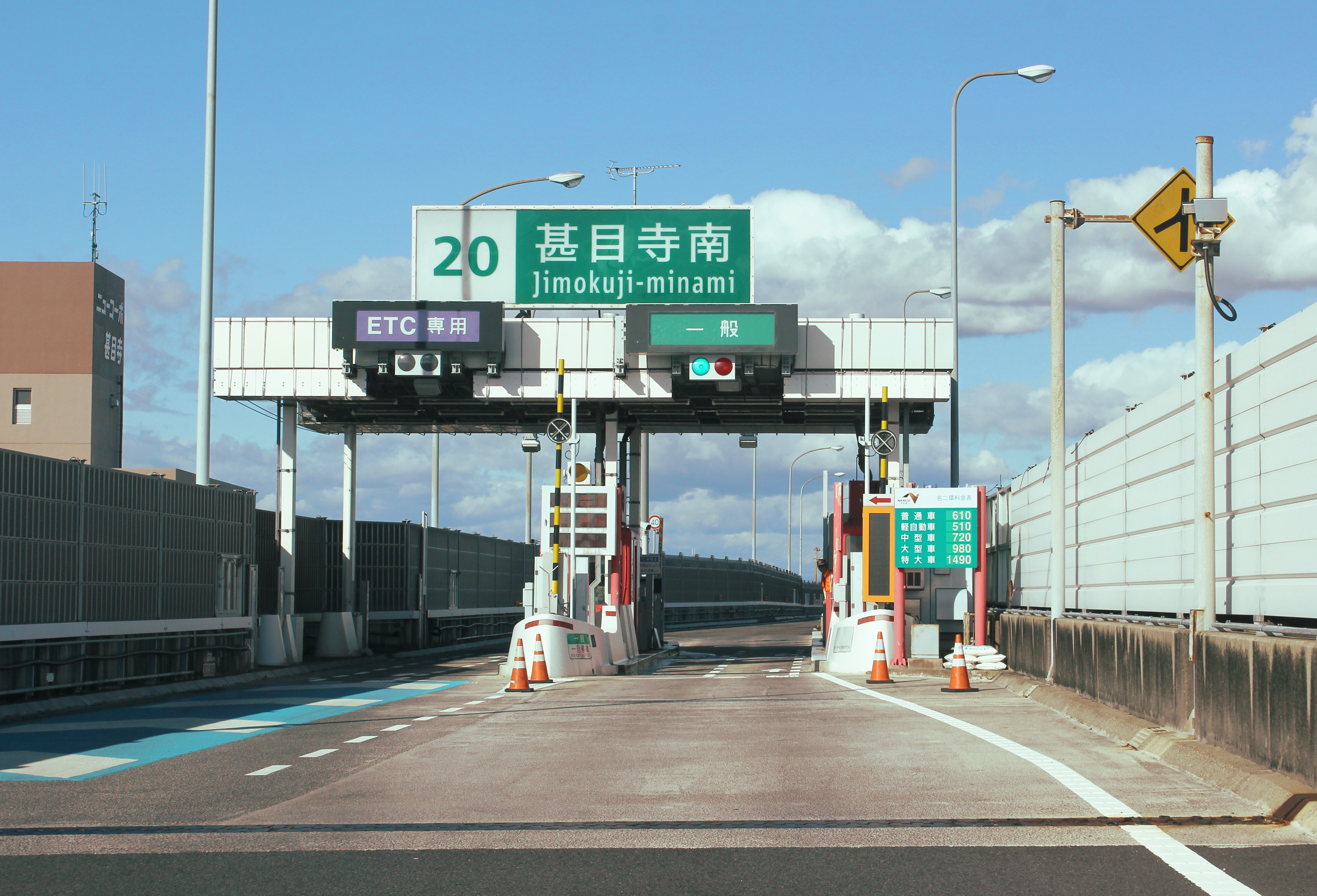
トールゲートは高架部に設置

トールゲートは用地確保の難しさもあって高架部に設置されている。
レーン運用は、時間帯やメンテナンスなどの事情により変更される場合がある。

### 入口
- レーン数 : 2[8]
  - ETC専用 : 1
  - 一般 : 1

## 隣
C2 名古屋第二環状自動車道
(19)甚目寺北IC - (20)甚目寺南IC - (21)大治北IC